# ベンダ家
ベンダ家もしくはベンダ一族は、ボヘミア起源の音楽家一族であり、数世代にわたって有名な作曲家や器楽奏者を輩出した。マンハイム楽派のスタミツ一族と並んで前古典派音楽から盛期古典派音楽の重要な音楽一家である。その末裔は、現在もドイツやチェコ・スロバキアで、音楽家として活動している。

## 家系図
- ハンス・ゲオルク・ベンダ (1686-1757)
  - フェリックス・ベンダ (1708-1768)
  - フランツ・ベンダ (1709-1786)
    - マリー・カロリーナ・ベンダ (1742-1820) （エルンスト・ヴィルヘルム・ヴォルフ夫人）
    - フリードリヒ・ベンダ (1745-1814)
    - カール・ヘルマン・ベンダ (1749-1836)
      - ……ハンス・フォン・ベンダ (1888-1972)

    - ユリアーネ・ベンダ (1752-1783) （ヨハン・フリードリヒ・ライヒャルト夫人）
      - ルイーゼ・ライヒャルト

  - ヨハン・ゲオルク・ベンダ (1714-1752)
  - ゲオルク・アントン・ベンダ (1722-1795)
    - フリードリヒ・ルートヴィヒ・ベンダ (1752-1792)

  - ヨーゼフ・ベンダ (1724-1804)
    - エルンスト・フリードリヒ・ベンダ (1749-1785)